# Tufa
Tufa (?-492/493) va ser un guerrer germànic actiu a Itàlia del segle V.

## Biografia
El nom Tufa és germànic oriental, i és possible que fos rugi. Era un seguidor del guerrer germànic Odoacre, que el 476 es va proclamar rei d'Itàlia.
Tufa era el comandant en cap de l'exèrcit del Regne d'Itàlia d'Odoacre quan el rei ostrogot Teodoric el Gran va envair el país el 489. Després de la derrota d'Odoacre a la batalla de Verona, Tufa va desertar ràpidament al bàndol de Teodoric, juntament amb un gran nombre de l'exèrcit d'Odoacre. Tufa va guanyar-se la confiança de Teodoric i va ser enviat a Ravenna amb una banda de tropes d'elit amb l'esperança que la ciutat es rendís a Teodoric sense batalla. En arribar a Ravenna, però, Tufa va tornar a canviar de bàndol i els soldats gòtics d'elit que li havien estat confiats van ser assassinats. Aquesta es la primera derrota de Teodoric a Itàlia. Tufa posteriorment va assetjar a Teodoric a Pavia.
El 490, després que Odoacre fos derrotat en batalla per Teodoric i es retirés a Ravenna, Tufa va mantenir les seves posicions a la vall estratègicament important de l'Adige, prop de Trento. A la tardor del 491, Frideric, líder dels rugis i aliat de Teodoric, va desertar i es va unir a Tufa, després de ser criticat per Teodoric pel seu tracte amb els civils romans. Tufa i Frideric, però, es van enfrontar ràpidament, i el 492, o potser el 493, van lluitar entre ells en algun lloc entre Trento i Verona. Tufa, i probablement també Frideric, van morir en aquesta batalla, després de la qual els rugis es van tornar a unir a Teodoric.